# Kopilas
Kopilas és una muntanya de l'estat d'Orissa a l'Índia tot i no ser gaire alta (650 msnm) és notable pel temple que hi ha al seu cim i que li dona nom. El febrer de cada any el temple era visitat per deu mil pelegrins i se celebra una gran fira amb considerable comerç; el cim forma un petit altiplà.